# Université de Californie à San Francisco
L'université de Californie à San Francisco (en anglais : University of California, San Francisco, communément nommée UCSF) est un campus de l'université de Californie, situé à San Francisco. Elle a été fondée en 1873 et compte aujourd'hui 2 600 étudiants. C'est une université publique américaine. Elle occupe une position de leader mondial dans le domaine des sciences biomédicales. Sa bibliothèque compte un peu plus de 830 000 volumes.

## Principaux sites à San Francisco
L'université, qui emploie 25 000 personnes, est dispersée dans plusieurs quartiers de la ville, sur une douzaine de sites :
- Le campus le plus ancien est celui de Parnassus, au Nord de Twin Peaks. Il fut fondé en 1897 et occupe aujourd'hui 44 hectares
- UCSF Mount Zion
- UCSF General Hospital
- UCSF Mission Bay

## Personnalités liées à l'université
- Patricia Bath (1942-2019) chirurgienne en ophtalmologie créatrice du procédé d'opération de la cataracte par rayon laser

### Professeurs
- Jane Hirshfield

## Événements
L'université paye une rançon en bitcoins au cours du mois de juin 2020. Les hackers ont rendu impossible l'accès des données de nombreux ordinateurs en les chiffrant. Ces pirates informatiques demandaient 3 millions de dollars et ont finalement accepté une rançon d'un peu plus d'un million de dollars.